# St. Nikolaus (Hardt)

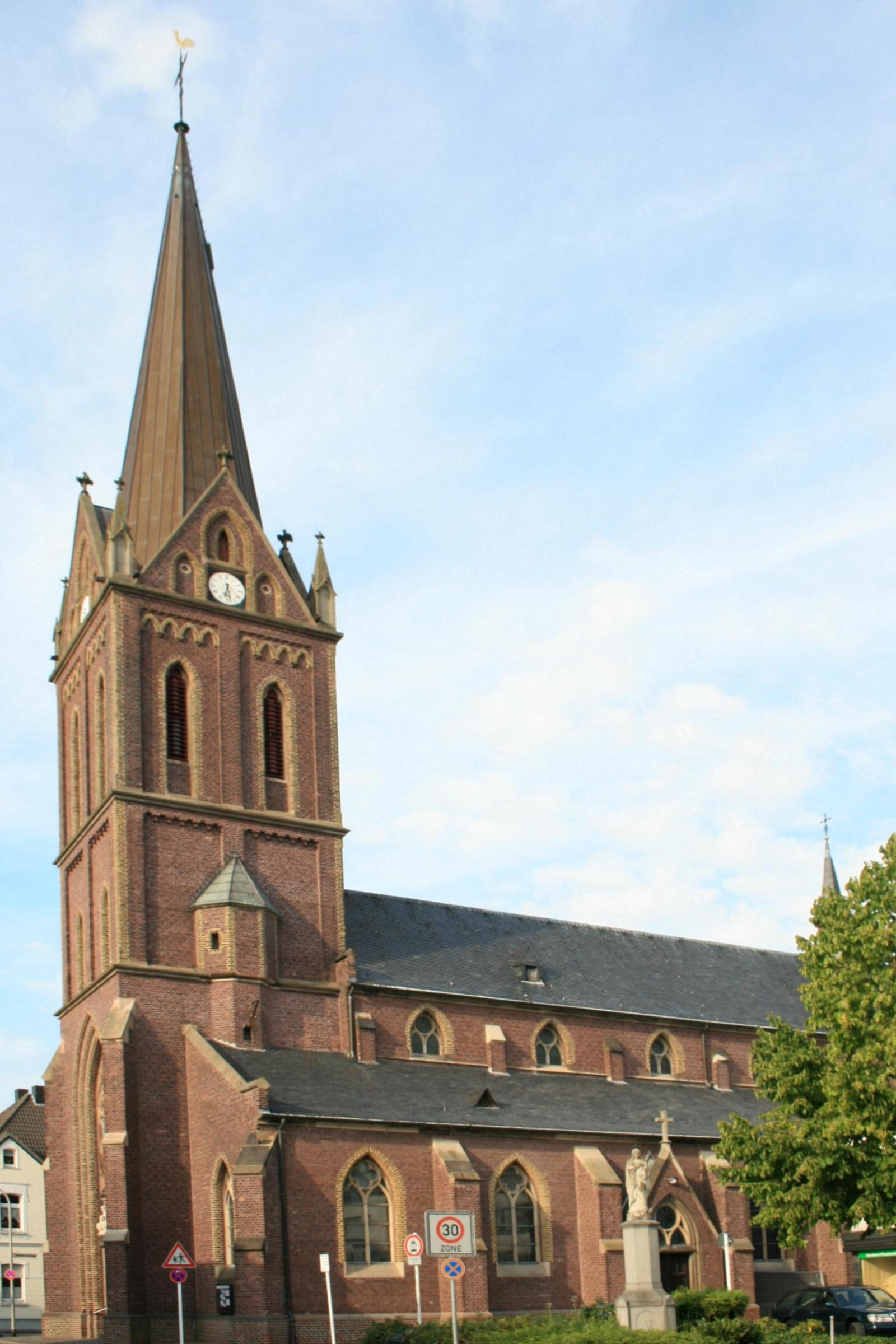
Kirche (2010)

Die römisch-katholische Pfarrkirche St. Nikolaus steht im Stadtteil Hardt in Mönchengladbach (Nordrhein-Westfalen), Nikolausstraße 4.
Das Gebäude wurde 1856/57 nach Plänen von Vincenz Statz erbaut. Es wurde unter Nr. N 010 am 5. Februar 1992 in die Denkmalliste der Stadt Mönchengladbach eingetragen.

## Lage
Die Kirche liegt im Zentrum von Hardt an der Nikolausstraße.

## Geschichte
Seit wann genau bereits eine Kirche in Hardt besteht ist nicht überliefert. 1253 wird erstmals eine Kirche urkundlich erwähnt, diese soll bereits alle Pfarrrechte besessen haben, jedoch wird diese in einem Visitationsbericht aus dem Jahr 1550 als Kapelle der Pfarre Gladbach aufgeführt. Endgültig Pfarre wurde Hardt um das Jahr 1804.
Im 14. bis 15. Jahrhundert wurde eine neue Kirche erbaut, die 1747 restauriert worden ist. Mitte des 19. Jahrhunderts genügte diese Kirche jedoch nicht mehr den Anforderungen der Gemeinde und ein Abriss und Neubau an gleicher Stelle wurde beschlossen.
1853 wurde der Kölner Baumeister Vincenz Statz mit der Planung der heutigen Pfarrkirche beauftragt. 1855 wurde die alte Kirche abgebrochen und zwischen 1856 und 1857 entstand die neue Kirche. Die feierliche Kirchweihe war am 20. Juni 1860. Der Glockenturm wurde 1870/71 erbaut.

## Architektur
Bei dem Objekt handelt es sich um eine dreischiffige Backsteinbasilika zu sechs Jochen mit 5/8 Chorschluss, chorbegleitenden Annexbauten und integriertem Westturm über quadratischem Grundriss unter spitzem Turmhelm.

## Pfarrer
Folgende Priester wirkten bislang als Pfarrer an St. Nikolaus:
- 1919–1950: Josef Orth
- 1950–1962: Matthias Sommerhäuser
- 1962–1971: Erich Barkholt
- 1971–1989: Helmut Commes
- 1990–2008: Heinz Gerd Hendricks
- 2008–2011: Hans-Peter Jeandrée
- Seit 2019: Rüdiger Hagens